# Giuseppe Garibaldi (1936)
Giuseppe Garibardi – włoski krążownik lekki typu Duca degli Abruzzi służący w Regia Marina podczas II wojny światowej i we włoskiej marynarce powojennej, przebudowany w latach 1957-1962 na krążownik rakietowy.

## Budowa
Budowany w latach 1933-1937 „Giuseppe Garibaldi” wraz z bliźniaczym „Luigi di Savoia Duca degli Abruzzi” należały do najlepszych krążowników lekkich zbudowanych na świecie przed wybuchem II wojny światowej. Stanowiły piątą grupę włoskich krążowników typu Condottieri, zapoczątkowaną typem di Giussano. W odróżnieniu od poprzedników zainstalowano na nich mocniejsze uzbrojenie i pogrubione opancerzenie, osiągnięte za cenę zmniejszenia prędkości maksymalnej.
Stępkę pod krążownik położono w grudniu 1933 roku w stoczni Cantieri Riuniti dell’Adriatico (C.R.D.A.) w Trieście. Wodowanie okrętu nastąpiło 21 kwietnia 1936 roku a oficjalne zakończenie budowy i wejście okrętu do służby w Regia Marina w grudniu 1937 roku. Był kolejnym okrętem nazwanym na cześć Giuseppe Garibaldiego.

## Służba operacyjna
W 1938 roku okręt operował (wraz z „Duca degli Abruzzi”) na wodach wokół Hiszpanii, w związku z toczącą się tam wówczas wojną domową. Na początku 1939 roku oba okręty popłynęły z wizytą kurtuazyjną do Lizbony. W kwietniu 1939 roku „Garibaldi” wziął udział w podporządkowaniu Włochom Albanii.

### II wojna światowa
Po przystąpieniu Włoch do II wojny światowej po stronie Osi, krążownik uczestniczył w działaniach przeciwko Royal Navy na Morzu Śródziemnym. Brał udział między innymi w bitwie koło przylądka Stilo 9 lipca 1940 roku, gdzie jego artylerzyści trafili jednym pociskiem w brytyjski krążownik lekki HMS „Neptune”, bitwie koło przylądka Matapan w marcu 1941 roku i działaniach Regia Marina przeciwko konwojowi MW-11 na Maltę w czerwcu 1942 roku (operacja Vigorous). 28 lipca 1941 roku został storpedowany przez brytyjski okręt podwodny HMS „Upholder” i lekko uszkodzony.
Ogółem „Giuseppe Garibaldi” do 8 września 1943 roku (kapitulacja Włoch) spędził w morzu 1332 godziny, wypełniając 36 zadań bojowych i przepłynął 23 633 mil morskich.
Po kapitulacji Włoch okręt znalazł się pod kontrolą Aliantów. Działał głównie na centralnym i południowym Atlantyku, zwalczając niemieckie łamacze blokady płynące na trasie z portów europejskich na Daleki Wschód. Potem krążownik wypełniał głównie zadania szkoleniowe i transportowe. W tym czasie przestarzałe karabiny przeciwlotnicze kal. 13,2 mm zastąpiono 10 działkami kal. 20 mm na pięciu zdwojonych podstawach. Po zakończeniu wojny okręt zwrócono Włochom.

### Lata powojenne
W latach 1945–1946 na „Garibaldim” zdemontowano wyrzutnie torped i wyposażenie lotnicze. W ich miejsce na przełomie 1950/1951 roku zainstalowano dwa dodatkowe pojedyncze działa kal. 100 mm L/47 służące do wystrzeliwania pocisków oświetlających. Wzmocniono wówczas uzbrojenie przeciwlotnicze, instalując dwa dalsze podwójne i dwa pojedyncze działka 37 mm i cztery pojedyncze działka 20 mm Oerlikon. Okręt otrzymał także wyposażenie radarowe, chociaż uboższe niż bliźniaczy „Duca degli Abruzzi”. Na początku lat 50. razem ze swym bliźniaczym okrętem „Garibaldi” stanowił trzon sił nawodnych Marina Militare. W 1954 roku wycofano jednak okręt do rezerwy, a w 1957 roku skierowano do daleko idącej przebudowy.

### Krążownik rakietowy

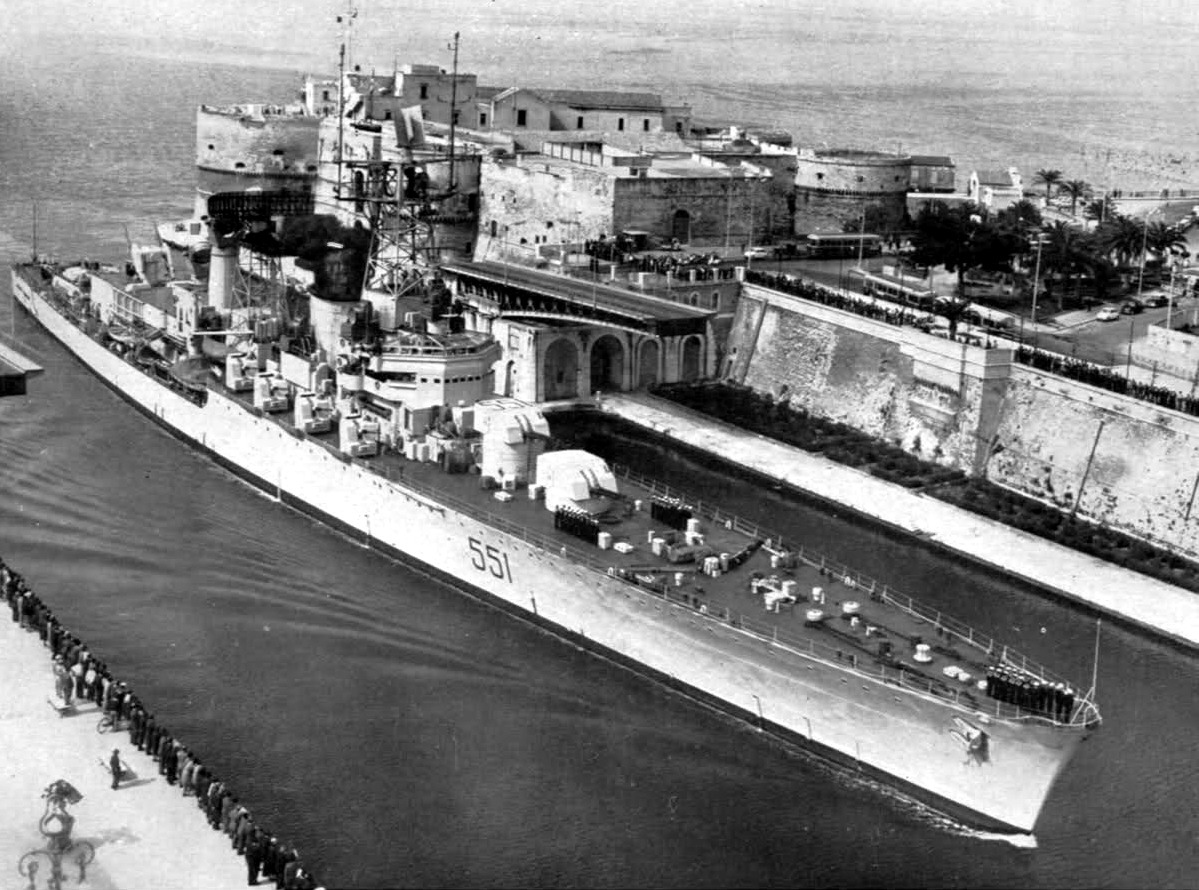
Krążownik rakietowy

W 1957 roku rozpoczęto przebudowę „Garibaldiego” na krążownik rakietowy. Odbyła się ona w stoczni marynarki wojennej w La Spezia. W trakcie przebudowy usunięto z okrętu całe wyposażenie i uzbrojenie, zabudowano nowe nadbudówki, maszty i pomost dowodzenia, przebudowano rufę, poszerzając ją i zmieniając kształt na pawężowy (prostokątny). Zdemontowano dwa kotły z pierwszej kotłowni, gdzie umieszczono turbogeneratory elektryczne, i w konsekwencji zainstalowano pojedynczy szeroki komin. Moc słowni obniżyła się do 85 000 Km, a prędkość do 30 węzłów (realnie 27). Okręt wyposażono w nowe radary: trójwspółrzędny Hughes SPS-39 Frescan o zasięgu 160 Mm na przednim maszcie i włoski Selenia Argos 5000 o zasięgu 400 Mm na tylnym maszcie. Głównym uzbrojeniem, o strategicznym znaczeniu, nietypowym jak na okręty nawodne, zostały cztery wyrzutnie pocisków balistycznych Polaris A-1 zamontowane pionowo w rufowej części kadłuba. Krążownik otrzymał ponadto dwuprowadnicową wyrzutnię Mk 9 Mod.1 pocisków rakietowych woda-powietrze Terrier na nadbudówce rufowej. Zasięg rakiet przeciwlotniczych wynosił 37 km, a pułap 24 km. Pozostałe uzbrojenie obejmowało cztery działa uniwersalne kal. 135 mm firmy OTO Melara w dwóch dwudziałowych wieżach na dziobie okrętu, o długości lufy L/45 i kącie podniesienia do 70°, oraz osiem pojedynczych dział przeciwlotniczych kal. 76 mm L/62 w wieżach umieszczonych na pokładzie po bokach nadbudówki dziobowej. Do kierowania ogniem armat służył radar SPQ-2. W 1968 roku wymieniono lufy armat 135 mm na dłuższe L/53.
Pierwsze próby odpalenia makiet pocisków przeciwlotniczych i Polarisów odbyły się w pobliżu La Spezia pod koniec 1961 i na początku 1962 roku. Pierwsze zaś prawdziwe pociski Polaris (bez głowic) wystrzelono na poligonie US Navy na wodach Morza Karaibskiego w sierpniu 1962 roku. Pociski te miały zasięg 2200 km i głowicę jądrową o mocy 600 kt. Pociski balistyczne nie były jednak zabierane na pokład „Garibaldiego” w czasie normalnej służby, ponieważ Włochy nie dysponowały głowicami jądrowymi, które miały być im wydane na wypadek wojny, a ostatecznie USA nie sprzedały Włochom także samych pocisków, w związku ze zmianą doktryny obronnej na doktrynę elastycznego reagowania, pozostawiającą broń strategiczną w gestii USA i Wielkiej Brytanii. Włochy rozpoczęły własny program rakiet balistycznych, lecz dopiero w 1971 roku, przy czym po czterech latach został on anulowany. 
Od stycznia 1963 roku krążownik z numerem burtowym C551 (malowanym w formie samej liczby) został okrętem flagowym Marina Militare. Pływał głównie po otaczających Włochy morzach Tyrreńskim i Adriatyckim, zawijał jednak również do portów greckich i tureckich.
„Giuseppe Garibaldi” pozostawał w aktywnej służbie aż do początku lat 70. XX wieku. W styczniu 1971 roku został postawiony w stan rozbrojenia, a 20 lutego 1971 roku skreślony z listy floty. 24 września 1977 roku został sprzedany na złom i w kolejnym roku złomowany.